# Javi Moreno
Javier "Javi" Moreno Valera, född 10 september 1974, är en före detta spansk fotbollsspelare.
Moreno är mest känd för sin andra sejour hos Deportivo Alavés i La Liga då han under säsongen 2000/2001 gjorde 22 mål och slutade på en tredje plats i La Ligas skytteliga. Efter det fick han chansen att spela för det spanska landslaget och han värvades säsongen 2001/2002 till AC Milan i Serie A. Där gick det dock inte lika bra och det blev bara en säsong i Italien. Han hade sedan flera säsonger med mindre lyckade insatser hos bland annat Atlético Madrid och Real Zaragoza. Moreno avslutade karriären i december 2008.